# Grande cape à peau de phalanger
La grande cape en peau de phalanger était une espèce de vêtement portée par les Aborigènes du sud-est de l’Australie, c'est-à-dire du Victoria et de Nouvelle-Galles du Sud.

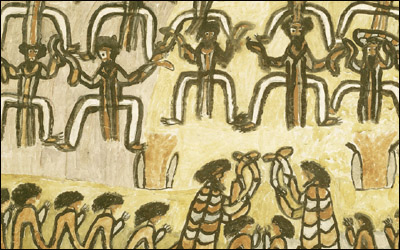
Personnes vêtues de grandes capes à peau de phalanger, par William Barak, 1898.

Ces vêtements étaient constitués de nombreuses peaux de phalangers assemblées avec des tendons de kangourous et souvent décorés d’insignes importants tels que des emblèmes du clan. On faisait pénétrer de l’ocre et de la graisse dans la peau comme protection et décoration.
Les grandes capes permettaient aux Aborigènes de se réchauffer dans ces régions souvent froides et on les transmettait en héritage. On pouvait les utiliser de plusieurs façons : couverture, tente, pour envelopper les bébés...
Les peaux obtenues, les femmes y traçaient des lignes diagonales avec des coquillages aiguisés afin de les rendre pliables. Puis on attachait des chevilles en bois aux peaux étirées sur une base d'écorce (de 600 mm sur 450) pour les faire sécher. Ensuite on les raclait avec une coquillage ou un fragment de basalte, les préparait et les cousait.

## Histoire
En 1814, le gouverneur Lachlan Macquarie, après avoir inspecté la route récemment construite à travers les Blue Mountains à l’ouest de Sydney, rencontra des membres de la tribu des Wiradjuri au camp de Bathurst. Il les décrivit comme portant de grandes capes à peau de phalangers qui étaient cousues avec soin, et il lui sembla qu’ils étaient très propres et comme il faut.
Les colons appréciaient beaucoup les qualités de ce vêtement. Une description contemporaine dit qu’elle est d’une douceur luxuriante, qu’elle fournit une literie incomparable et qu’elle est absolument imperméable. Il faut 63 peaux pour fabriquer une cape entière.
On en fait encore mention dans les descriptions des ruées vers l’or au milieu du XIXe siècle, mais peu à peu on cesse d’y faire allusion sauf quand on rencontre des Aborigènes à la périphérie des territoires coloniaux.

## Aujourd’hui
Il y a deux grandes capes à peau de phalanger exposées au Musée de Melbourne. L'une d’entre elles a été faite en 1853 de 83 peaux. Il y a aussi de grandes capes au Musée national d’Australie à Canberra, en plus de celles qu’on peut voir outre-mer.
La création de ces grandes capes est un métier qui n’a pas été perdu. Des femmes aborigènes se sont remises à les assembler.

## Livres
- Elder, Bruce, 1988. Blood on the Wattle: Massacres and maltreatment of Aboriginal Australians since 1788, New Holland Publishers (Australia) Pty Ltd, Frenchs Forest.  (ISBN 1864364106)
- Gunn, R.G., Wooden Artefacts from Gariwerd Rockshelters, Western Victoria, Australian Archeology, Number 68, June 2009. The Australian Archaeological Association.
- Harris, Alexander, 1961 (nouvelle edition). The secrets of Alexander Harris: a frank autobiography by the author of ‘Settlers and Convicts’. Angus & Robertson, Sydney.
- Reynolds, Amanda Jane, 2005. Wrapped in a Possum Skin Cloak, National Museum of Australia.  (ISBN 1-876944-36-6).